# Léon Guillemin
Pour les articles homonymes, voir Guillemin.
Léon Guillemin, né le 9 décembre 1859 à Avesnes-sur-Helpe (Nord) et décédé le 22 mars 1899 à Paris, est un homme politique français.

## Biographie
Il est le fils d'Ernest Guillemin, député du Nord de 1876 à 1885. Docteur en droit, avocat à Avesnes-sur-Helpe, il est député du Nord de 1890 à 1899. Il est très actif sur les questions sociales et syndicales, ainsi que sur les sujets agricoles.

## Sources
- « Léon Guillemin », dans le Dictionnaire des parlementaires français (1889-1940), sous la direction de Jean Jolly, PUF, 1960 [détail de l’édition]